# Frashër Demaj
Frashër Demaj (ur. 8 lipca 1973 w Radavcu) – kosowski historyk. 

## Życiorys
W 1996 roku Frashër Demaj ukończył studia filozoficzne i historyczne na Uniwersytecie w Prisztinie. W 2005 został magistrem, a w 2009 roku obronił pracę doktorską pod tytułem Britania e Madhe dhe çështja shqiptare 1875-1913 (pol. Wielka Brytania i sprawa albańska 1875-1913) na Wydziale Historyczno-Filologicznym Uniwersytetu w Tiranie. Pracował jako nauczyciel kilku szkół podstawowych i średnich w Prisztinie.
W latach 1999–2002 pracował w redakcji kosowskich gazet: Rrezja, Kosovarja, Tempulli i w skopijskim dzienniku Fakti.
Od lipca 2003 roku pracował w Instytucie Historycznym, którego w latach 2012–2013 był dyrektorem.
Od 2010 roku jest profesorem w Kolegium FAMA w Prisztinie; w maju 2014 został wybrany jego lektorem i tę funkcję pełnił do 2018.
21 grudnia 2016 został wybrany członkiem korespondentem Akademii Nauk i Sztuk Kosowa.
Wykładał historię na Uniwersytecie w Bari, na Uniwersytecie Sofijskim i na Northern Illinois University w Chicago.